# Masacre de Hula (Líbano)

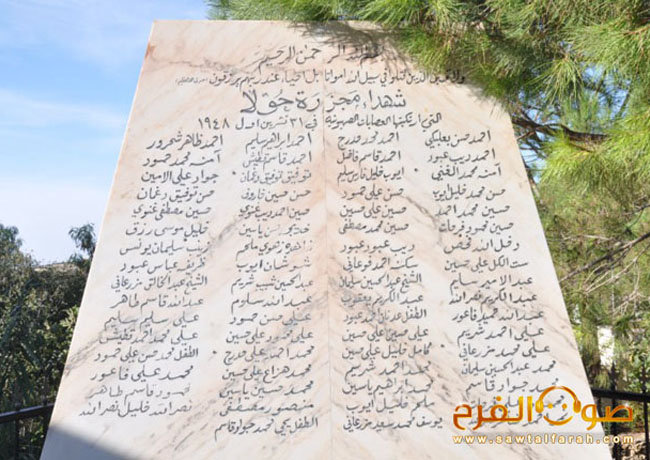
Muertos en la masacre de Hula de 1948.

La masacre de Hula tuvo lugar entre el 31 de octubre y el 1 de noviembre de 1948. Hula (en hebreo, חולא) es una aldea del Líbano a 3 kilómetros al oeste del kibutz Manara, cerca del río Litani. Fue capturada el 24 de octubre de 1948 por la Brigada Carmeli del ejército israelí sin oponer resistencia. Las mujeres y los niños de la aldea fueron expulsados, mientras que la mayoría de los hombres con edades comprendidas entre 15 y 60 años fueron fusilados. En total, entre 35 y 58 hombres fueron ejecutados en una casa que fue posteriormente demolida sobre ellos.
Los responsables de la masacre fueron dos oficiales. Uno de ellos, el primer lugarteniente Shmuel Lahis, que ejercía como comandante de la compañía, fue sentenciado por un tribunal militar israelí a siete años de cárcel, aunque poco después se le redujo la sentencia a un año en el tribunal de apelaciones, con lo que salió libre en 1950. En 1955 recibió una amnistía presidencial con retroactividad. Se convirtió en abogado y llegó a ser director general de la Agencia Judía. Muchos israelíes se mostraron contrarios a su nombramiento debido a su implicación en la masacre de Hula.
En su juicio, Lahis se defendió argumentando que el crimen se había cometido fuera de las fronteras de Israel. El tribunal militar rechazó este argumento pero concedió a Lahis un aplazamiento del juicio para que pudiese apelar a la Corte Suprema de Israel. Ante este tribunal, el gobierno israelí argumentó que la propia Corte Suprema de Israel no tenía competencias para interpretar el derecho militar. En febrero de 1949, la Corte Suprema de Israel rechazó tanto la argumentación de Lahis como la del gobierno, lo que permitió que el juicio continuase.

## La masacre
Cuando Lahis fue nominado para la jefatura de la Agencia Judía, su inmediato superior en la Brigada Carmeli, Dov Yermiya, escribió al presidente de la Agencia Judía, Arie Dulzin, para describir el papel de Lahis en la masacre de Hula. Después del nombramiento de Lahis, los medios de comunicación israelíes informaron de la polémica, de la cual se debatió también en el parlamento israelí. La carta de Yermiya fue posteriormente publicada por el diario Al Hamishmar.
"Recibí un informe que explicaba que no había habido resistencia en la aldea, que no había actividad enemiga en la zona, y que aproximadamente cien personas permanecieron en la aldea. Se habían rendido y pidieron quedarse. Los hombres fueron encerrados en una casa bajo guardia. Me llevaron allí y vi a aproximadamente 35 hombres. [Aunque Yermiya no recuerda el número exacto actualmente, de hecho había más de 50 hombres allí] en la franja de edad entre 15 y 60, incluido un soldado libanés vestido de uniforme [que no fue fusilado]. (...) Cuando regresé a la aldea la mañana siguiente con una orden para expulsar a los aldeanos descubrí que, mientras estuve fuera, dos de los oficiales habían asesinado a todos los prisioneros que había en la casa con una ametralladora, tras lo que habían demolido la casa sobre ellos para que les sirviese de tumba. Las mujeres y los niños fueron enviados hacia el oeste".
"Cuando le pregunté por qué había hecho eso, el oficial contestó que aquella era su venganza por el asesinato de sus mejores amigos en la masacre de la refinería de Haifa"
Después de que Yermiya descubriese las acciones de Lahis mandó detenerlo, informó del crimen a la brigada y envió un nuevo oficial para comandar la compañía.
La respuesta de Dulzin a la carta de Yermiya fue que la Agencia Judía ya conocía el pasado de Lahis desde 1961. También desveló que, cuando Lahis solicitó su registro como abogado en 1955, el asunto había sido examinado por el Consejo Legal israelí. Se decidió que el hecho por el que Lahis había sido juzgado no era "un hecho por el que se lleve un estigma".